# Conselho Nacional de Alcoolismo e Dependência de Drogas
O National Council on Alcoholism and Drug Dependence (NCADD) (em português: Conselho Nacional de Alcoolismo e Dependência de Drogas) é uma organização americana de advocacia voltada para o alcoolismo, o vício em drogas e as consequências do uso de álcool e outras drogas. O NCADD é construído sobre uma base de participação de membros dos campos médicos, científicos, políticos e sociais que fornece uma abordagem multifacetada para a doença do álcool e da toxicodependência. Tem uma rede nacional de afiliados.

## História
Marty Mann, a primeira mulher a alcançar a sobriedade em Alcoólicos Anônimos (AA), organizou o Comitê Nacional para Educação sobre o Alcoolismo (NCEA) em 1944, que mais tarde se tornou o Conselho Nacional sobre Alcoolismo (NCA) em 1950 e depois o NCADD em 1990 para tratar da preocupação com outras drogas. A organização foi criada para servir a um duplo objetivo: primeiro ter um programa nacional proativo de educação e advocacia atacando o estigma e mal-entendidos sobre alcoolismo, tratamento e recuperação; segundo, operar centros de serviços em comunidades de todo o país, com profissionais que ajudam indivíduos/famílias com problemas de alcoolismo. Esses centros de serviço cresceram para a NCADD Affiliate Network.